# Blodørn
Blodørn er et ritual omtalt i sagaer fra 1100-1300-tallet, hvor det fortælles, at man i vikingetiden havde dræbt fjender ved "at riste blodørn", hvorved ofrets ribben blev skåret løs fra rygsøjlen, og lungerne trukket ud og bredt til side ligesom ørnevinger. Denne henrettelsesmetode blev anset som vanærende.
Det er usikkert, om ritualet faktisk er blevet udført. Det kan bero på en senere misforståelse af et skjaldevers om at give ørnene føde, fordi man den gang opfattede ørnen som en ådselæder, der forsynede sig af de døde, der lå tilbage på slagmarken. 

## Skjaldeverset, der gav ophav til begrebet
Verset er forfattet af den islandske skjald Sigvat Thordarson  som en del af Knútsdrápa til ære for Knud den Store. Det er forfattet på den kryptiske, nærmest rebusagtige måde, der var så højt værdsat blandt vikinger. Sådan lød den aktuelle verselinje på norrønt:
Ok Ellu bak, at lét hinn’s sat, Ívarr, ara, Iorvík, skorit.
Oversat ord for ord til moderne dansk bliver det:
Og Ællas ryg, på hvilken den der sad, Ivar, med ørn, York, skåret.
En moderne oversættelse lyder i de fleste gengivelser omtrent sådan: 
Og Ivar, der opholdt sig ("sad") i York, skar en ørn på Ællas ryg.
Men tager man hensyn til den grammatiske opbygning af verselinjen, lyder den korrekte oversættelse til moderne dansk:
Ivar fik Ællas ryg skåret (mærket, revet op) af en ørn, mens han var i York.
Den angelsaksiske krønike beretter, at kong Ælla 2. af Northumbria faldt ved York i 867. Sigvats vers siger det samme; men også, at den faldne konge på slagmarken lå tilbage, reduceret til et ådsel til fortæring for ådselfugle  – som man den gang mente, at ørnen var. Men skjalden siger intet om, at Ivar skar i kong Ællas ryg eller foretog sig noget andet med den døde.

## Kong Ællas død for Ivar Benløs’ hånd
Den store vikingehær drog ifølge den angelsaksiske krønike fra East Anglia over Humber til York i  867. Kong Ælla faldt i kampen mod invasionshæren ved Yorks bymur, mens resten indgik en fredsaftale,  der sikrede dansk overherredømme i Northumbria.  Man ved kun lidt om den historiske Ælla. Fra islandsk fortællertradition kendes Þáttr af Ragnars Sonum fra omkring år 1300, med det kendte sagn om Ælla, der var skyld i Regnar Lodbrogs død ved at få Lodbrog smidt i ormegården; og at Regnars søn Ivar Benløs som hævn skar en blodørn i kongens ryg. 

## Modstridende kildeoplysninger
I forvansket oversættelse gav verselinjen alligevel ophav til en tro på et ritual, der gengives flere steder. Som ofre for blodørn-ritualet regnes to af 800-tallets historiske skikkelser, nemlig kong Ælla 2. af Northumbria  (omtalt af Saxo i Gesta Danorum, i Regnar Lodbrogs saga og i þáttr af Ragnarssonum) og Harald Hårfagers søn Halvdan Højben (i Harald Hårfagers saga og i Orkneyinga saga). Allerede i 1645 påpegede Stephanus Johannes Stephanius  i Notæ uberiores in Historiam Danicam Saxonis Grammatici, at ritualet blev gengivet helt forskelligt i de ulige kilder. Saxo og forfatteren af Lodbrogs saga skriver, at der ridses et billede af en ørn på Ællas ryg. Saxo udmaler dog, at der blev hældt salt i såret – i modsætning til Lodbrogs saga, hvor billedets linjer i stedet males op med offerets blod. Orkneyinga saga beskriver noget helt tredje, nemlig udrivning af ribben og lunger, ment som en ofring til Odin - mens Snorre beskriver hændelsen, men udelader omtale af Odin. þáttr af Ragnarssonum giver den mest udførlige og sensationelle beskrivelse af ritualet, men er notorisk utroværdig som kilde. 
Historien om blodørnens ritual hører sandsynligvis til den dæmonisering af den hedenske fortid, der kom på mode i tidlig middelalder, fx historien om Alboin, der angiveligt brugte sin svigerfars hovedskal som drikkebæger. 

## Halvdan Højbens død for Einar jarls hånd
Snorre beskriver i Harald Hårfagers saga i Heimskringla, hvordan Einar jarl henrettede Hårfagers søn Halvdan Højben som hævn for drabet på sin far Ragnvald jarl:  "Så gik Einar jarl hen til Halvdan; han skar ørn bag på ham på den måde, at han stak sværdet ind i ryggen, skar alle ribben over ned til lænden og trak lungen ud. Det blev Halvdans død, og så kvad Einar: 
Hævnet er nu Ragnvald;
ret har nornerne dømt.
Folkestøtten fældtes —
for sejren råder jeg.
På Halvdan Højbens grav
henkastes store sten;
han skyldte mig i skat —
skarpt jeg inddrog gælden. 
I Orkneyinga saga (= Orknøernes saga) beskrives den samme hændelse, men her er blodørn-ritualet en ofring til Odin. Einar kunne selv minde om Odin - høj, grim og enøjet. .
"Om morgenen, da det var lyst, tog de ud for at lede på og omkring øerne om nogen skulle være undsluppet. Einar jarl fik øje på noget ude på Rinansø (North Ronaldsey); og der fandt de Halvdan Højben. Einar jarl lod riste blodørn på hans ryg med et sværd, og alle ribbenene skære løs fra ryggen, og lungerne trække ud, og så ofrede han ham til Odin for sin egen sejr. Da kvad Einar denne strofe:
Mangt et bredskægget mandfolk 
ser man, alt mens han slagter 
får; men jeg fælded’ på øerne 
fyrstesønnen, den unge. 
Folk siger, jeg, er i fare 
for fyrstens hævn, den djærve. 
Skår har jeg hugget i Haralds 
skjold – ham frygter jeg ikke."
Derefter lod han kaste høj over Halvdan. Trods alt var Einars bror Tore gift med Halvdans søster Ålov Haraldsdatter. 
Retfærdigt har norner rådet: 
Ragnvalds død er nu hævnet; 
folkets støtte er faldet: 
En fjerdepart var min del. 
Kast, raske gutter, godt med 
grus på den døde Højfod: 
Har vi sejren i hænde, 
hård er den skat jeg ham skænker. 

## Lyngve Hundingsøn og kæmpen Brusi
To steder er der tale om rene sagnskikkelser: Lyngve Hundingssøn og Brusi. Lyngve møder vi først i Reginsmål, en del af Den ældre Edda, nedskrevet i 1200-tallet, som fortæller: "Sigurd Fafnersbane afholdt et stort slag mod Lyngve Hundingssøn og hans brødre. Der faldt Lyngve og hans tre brødre. Efter slaget sang Regin: 
Nu er blodig ørn
med skarpe sværd,
Sigmunds banemand,
på bagen indskåret. 
I Norna-Gests þáttr fra 1300-tallet, lyder det: "Der blev nu talt om, hvilken død Lyngve skulde lide. Regin gav det råd, at der skulle ristes blodørn på hans ryg, og det skete." Med et sværd ristede Regin ryggen op på Lyngve, skar ribbenene fra og tog lungerne ud, og sådan døde Lyngve med stor tapperhed. Da kvad Regin: 
Risted' på ryg vi
med røde sår
Sigmunds bane
blodig ørn. 
Kæmpen Brusi (i Orms þáttr Storolfssonar) bor med sin mor (der har katteskikkelse) i en hule på en ø i Norge, hvor Orm bekæmper dem, efter at de har dræbt hans blodsbror Asbjørn og hele hans følge. Orm kommer sejlende fra Island og lykkes, efter at have påkaldt hjælp fra Gud og Sankt Peter, i at dræbe den morderiske kæmpekat og derefter Brusi, som han derefter tildeler en blodørn med sit sværd. 